# دهستان کلیشم
دهستان کلیشم در بخش عمارلو شهرستان رودبار استان گیلان است.
در مجموع ۱۱ آبادی به شرح زیر دارد و مرکز آن روستای کلیشم است:
انبوه - خرمکوه - دگاسر - روستای کلیشم - گردلات - لایه - ناوه - نواخان لایه - نواخان ناوه - نوده - ویه.

## زبان مردم
مردم بخش کلیشم عمارلو، به زبان گیلکی سخن می‌گویند.